# The Girls
The Girls was een Nederlandse band, afkomstig uit Meppel en Utrecht.

## Geschiedenis
De groep was regionaal redelijk bekend in Drenthe (mede door het winnen van de Drentse Popprijs in 2006), toen ze in 2007 meedeed aan het TMF Kweekvijver-project voor jonge en talentvolle bands. The Girls werd de winnaar van het project en mocht hierdoor optreden tijdens de TMF Awards 2007. Eind oktober 2007 verscheen hun eerste single, die binnenkwam op nummer 50 in de Mega Top 50.
Op 18 augustus 2008 verscheen hun debuutalbum We Make Love, Not Songs op het Amsterdamse label Greytown Recordings. De nieuwe single "Wild at Heart" kwam uit op 10 augustus. Ook stond de band dit jaar op Lowlands.

## Laatste bezetting
- Robin Kemper - Zang en gitaar
- Sebastiaan Brussee - Bas
- Rolf Verbaant - Gitaar
- Sander Koot - Drums

## Discografie

### Albums
- We Make Love, Not Songs (augustus 2008)

### Singles
- Best Shot (oktober 2007)
- Wild at Heart (augustus 2008)